# ستاسي سولومون
ستاسي شانيل شارلين سولومون (بالإنجليزية: Stacey Solomon)‏ (مواليد في 4 أكتوبر 1989) مغنية، مقدمة تلفزيونية ، نجمة تلفزيون واقع إنجليزية اشتهرت بعد مشاركتها في الموسم السادس من أكس فاكتور في المملكة المتحدة.

## روابط خارجية
- الموقع الرسمي
- ستاسي سولومون على موقع IMDb (الإنجليزية)
- ستاسي سولومون على موقع ميوزك برينز (الإنجليزية)
- ستاسي سولومون على موقع ديسكوغز (الإنجليزية)
- ستاسي سولومون على موقع قاعدة بيانات الفيلم (الإنجليزية)